# Buchi Emecheta
Florence Onyebuchi Emecheta, dite Buchi Emecheta, (née le 21 juillet 1944 à Lagos et morte le 25 janvier 2017 à Londres (Royaume-Uni)) est une romancière nigériane.

## Biographie
Issue d'une famille igbo originaire du Delta et installée à Lagos (son père était employé de chemin de fer), elle fréquente une école missionnaire pour filles, puis est boursière dans une école méthodiste jusqu'à ses seize ans - âge auquel elle épouse Sylvester Onwordi, avec lequel elle émigre en Angleterre en 1962. Victime de violences conjugales - Second-Class Citizen est autobiographique -, elle commence à écrire ; son mari détruit son premier manuscrit (The Bride Price, publié en 1976, qu'elle a dû complètement réécrire). Elle le quitte en 1966, et reste en Angleterre où elle travaille tout en élevant ses cinq enfants et en suivant des études de sociologie ; elle obtient sa licence (bachelor) de sociologie en 1972, et finalement son doctorat en 1991. 
Elle travaille comme bibliothécaire au British Museum de 1965 à 1969, puis comme assistante sociale et sociologue pour l’Inner London Education Authority de 1969 à 1976. À partir de la fin des années 1960, elle tient une chronique dans le New Statesman, dans laquelle elle raconte son expérience personnelle d'Africaine noire au Royaume-Uni ; un recueil de ces chroniques, intitulé In the Ditch, paraît en 1972. Un roman sur le même thème, Second-Class Citizen, paraît en 1974 ; In the Ditch et Second-Class Citizen sont publiés conjointement sous le titre Adah’s Story en 1983. Au cours des années 1970 et 1980, elle est invitée à enseigner dans de nombreuses universités, aux États-Unis, au Nigéria et au Royaume-Uni : université Rutgers, université d'État de Pennsylvanie, université de Californie à Los Angeles, université de l'Illinois à Urbana-Champaign, université de Calabar, université Yale (1982), université de Londres...

## Œuvres

### Romans
- In the Ditch (Londres, Barrie & Jenkins, 1972)
- Second-Class Citizen (Londres, Allison & Busby, 1974)
- The Bride Price (Londres, Allison & Busby, 1976)
- The Slave Girl (Londres, Allison & Busby, 1977)
- The Joys of Motherhood (Londres, Allison & Busby, 1979 ; Heinemann, African Writers Series no. 65, 1980).
- The Moonlight Bride (Oxford University Press, 1976).
- Our Own Freedom (avec des photographies de Maggie Murray ; Londres, Sheba, 1981).
- Destination Biafra (Londres, Allison & Busby, 1982).
- Naira Power (Londres, Macmillan, 1982 ; Pacesetter Novels series)
- Adah’s Story [In the Ditch/Second-Class Citizen] (Londres, Allison & Busby, 1983).
- The Rape of Shavi (Londres, Ogwugwu Afor, 1984)
- Double Yoke (New York: George Braziller, 1983)
- A Kind of Marriage (Londres, Macmillan, 1988 ; Pacesetter Novels series)
- Gwendolen (Londres, Collins, 1989 ; aux États-Unis, The Family, 1990)
- Kehinde (Heinemann, African Writers Series, 1994)
- The New Tribe (Heinemann, African Writers Series, 1999)

### Romans pour enfants et jeunes adultes
- Titch the Cat, illustré par Thomas Joseph (Londres, Allison & Busby, 1979)
- Nowhere to Play, illustré par Peter Archer (Londres, Allison & Busby, 1980).
- The Wrestling Match (Oxford University Press, 1980).

### Autobiographie
- Head Above Water (Londres, Fontana, 1986)

### Pièces de théâtre
- A Kind of Marriage, diffusé par la BBC
- Family Bargain, diffusé par la BBC en 1987